# 髙木勉
髙木 勉（たかぎ つとむ、1952年（昭和27年）2月6日 - ）は、日本の政治家。群馬県渋川市長（2期）。元群馬県副知事。
氏名の正確な表記は「高」がはしご高であり、渋川市の公式ホームページでもこの表記が採用されている。

## 来歴
群馬県北群馬郡長尾村（現・渋川市横堀）生まれ。子持村立長尾小学校、子持村立長尾中学校、群馬県立渋川高等学校卒業。1974年（昭和49年）3月、専修大学法学部卒業。同年4月、群馬県庁に入庁。群馬県立心臓血管センター事務局長や群馬県総務部長などを務めた。
2005年（平成17年）、群馬県副知事に就任。
2009年（平成21年）7月28日、渋川市長の木暮治一が在職中に死去。それに伴って同年9月13日に行われた市長選挙に立候補するも落選。
2017年（平成29年）8月26日に行われた渋川市長選挙に立候補。現職の阿久津貞司（自民党・公明党推薦）、元市議の猪熊篤史ら2候補を破り初当選を果たした。9月13日、市長就任。
2021年（令和3年）8月29日に行われた市長選挙に立候補。元市議の田辺寛治をやぶり再選した。
2024年（令和6年）12月12日、高木が特定の市議の税などに関する情報を外部に伝えた問題を受けて、市議会は本会議で高木に対する辞職勧告決議案を全会一致で可決した。市が設置した第三者委員会が、市個人情報保護条例に違反すると判断したことを重視した。閉会後に臨時記者会見を開き、辞職しない考えを示した。
2025年（令和7年）1月21日に開かれた市議会臨時会で「議会、関係者を含むすべての市民に対し、おわび申し上げます」と謝罪し、条例違反行為に対する責任として、給与を6カ月50%減額すると表明した。高木は給与減額のための条例改正案を市議会に提出したが「給与の減額ではなく、辞職が議会の要求だ」などの意見が出され、否決された。
2025年5月19日、渋川市長選挙3選不出馬表明。

## 市政
- 2020年（令和2年）12月21日、LGBTなど性的少数者のカップルが婚姻に相当する関係にあると認める「パートナーシップ宣誓制度」を導入した[13]。